# Saint-Ange-le-Viel
Saint-Ange-le-Viel is een plaats en voormalige gemeente in het Franse departement Seine-et-Marne (regio Île-de-France) en telt 215 inwoners (1999). De plaats maakt deel uit van het arrondissement Fontainebleau. Saint-Ange-le-Viel is op 1 januari 2019 gefuseerd met de gemeente Villemaréchal tot een nieuwe gemeente (commune nouvelle), eveneens Villemaréchal geheten.

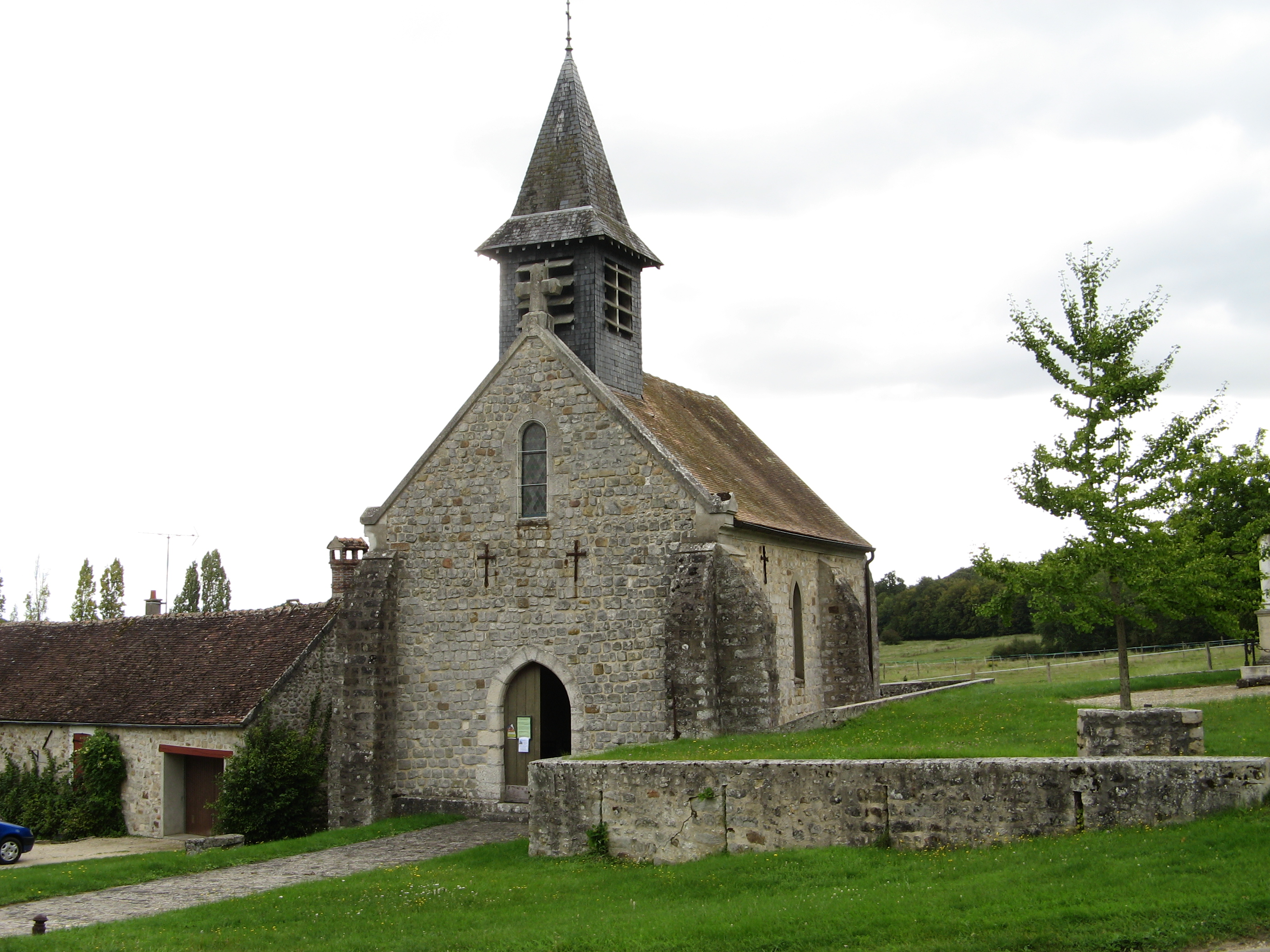
Kerk van Saint-Ange-le-Viel
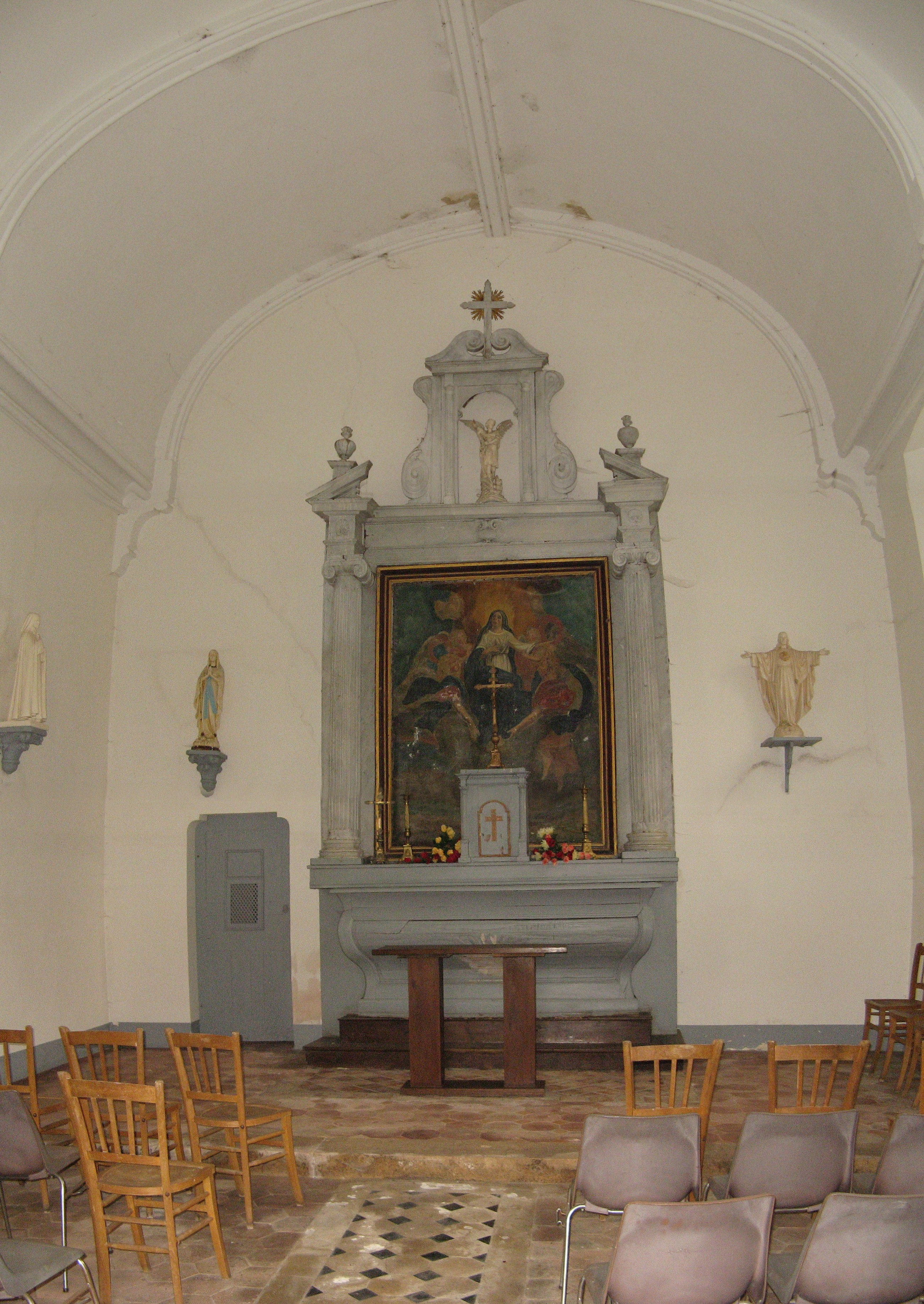

## Geografie
De oppervlakte van Saint-Ange-le-Viel bedraagt 3,2 km², de bevolkingsdichtheid is 67,2 inwoners per km².
De onderstaande kaart toont de ligging van Saint-Ange-le-Viel met de belangrijkste infrastructuur en aangrenzende gemeenten.

## Demografie
Onderstaande figuur toont het verloop van het inwonertal (bron: INSEE-tellingen).